# Dominicus Custos
Dominicus Custos, ou Dominicus Baltens, né en 1560 à Anvers, et mort en 1612 à Augsbourg, est un dessinateur, graveur et éditeur flamand.

## Biographie
Né à Anvers dans les Pays-Bas espagnols, fils du peintre et poète flamand Pieter Balten (1527-1584), il s'installe à Augsbourg en 1584 et prend le nom de Custos. Dessinateur et graveur, il fait travailler plusieurs artistes dans son atelier. En 1588, il épouse  Maria Pfeyffelmann, veuve de l'orfèvre Bartholomäus Kilian (1548-1588), et élève les deux enfants de celle-ci, Lucas et Wolfgang. Lucas Kilian, par la suite, travaillera dans l'atelier de son beau-père, voyagera en Italie et deviendra un graveur renommé. Le couple Custos a trois enfants, Raphael Custos, David et Jacob.
Parmi ses œuvres figurent une série de 64 portraits gravés de la famille Fugger, richissimes banquiers d'Augsbourg, publiée en 1593, et une série de 126 images pour la galerie des armes du château d'Ambras en Auriche. La seconde édition de l'album des Fugger est augmentée de 67 gravures par Lucas et Wolfgang Kilian. Parmi ses autres publications figurent un album de 28 portraits des comtes de Tyrol, publié en 1599, un Atrium Heroicum des portraits de rois, empereurs et princes du siècle écoulé, publié en 1600, et une édition illustrée de la Chronique des Habsbourg de Johan Boppenhausen, complétée par Wilhelm Kilian et publiée en 1632. On lui attribue quelques œuvres à thème biblique comme L'Histoire du Fils prodigue en 4 planches et Judith mettant la tête d'Holopherne dans un sac. Les gravures réalisées par Dominicus Custos sont signées D.C..
Il publie aussi une édition allemande d'une œuvre illustrée de son père Pieter Balten, L'Affliction des paysans, qui montre des paysans, hommes et femmes, avec des armes improvisées, défendant leur foyer contre une bande de soldats pillards. Pieter Balten était connu pour ses sentiments anti-espagnols pendant la révolte des Pays-Bas contre l'Espagne.

## Ouvrages illustrés
- Fuggerorum et Fuggerarum imagine, Augsbourg, 1593 (version numérisée)
- Tirolensium Princitum Comitum, Augsbourg, 1599 (version numérisée) ; deuxième édition augmentée 1623

## Galerie

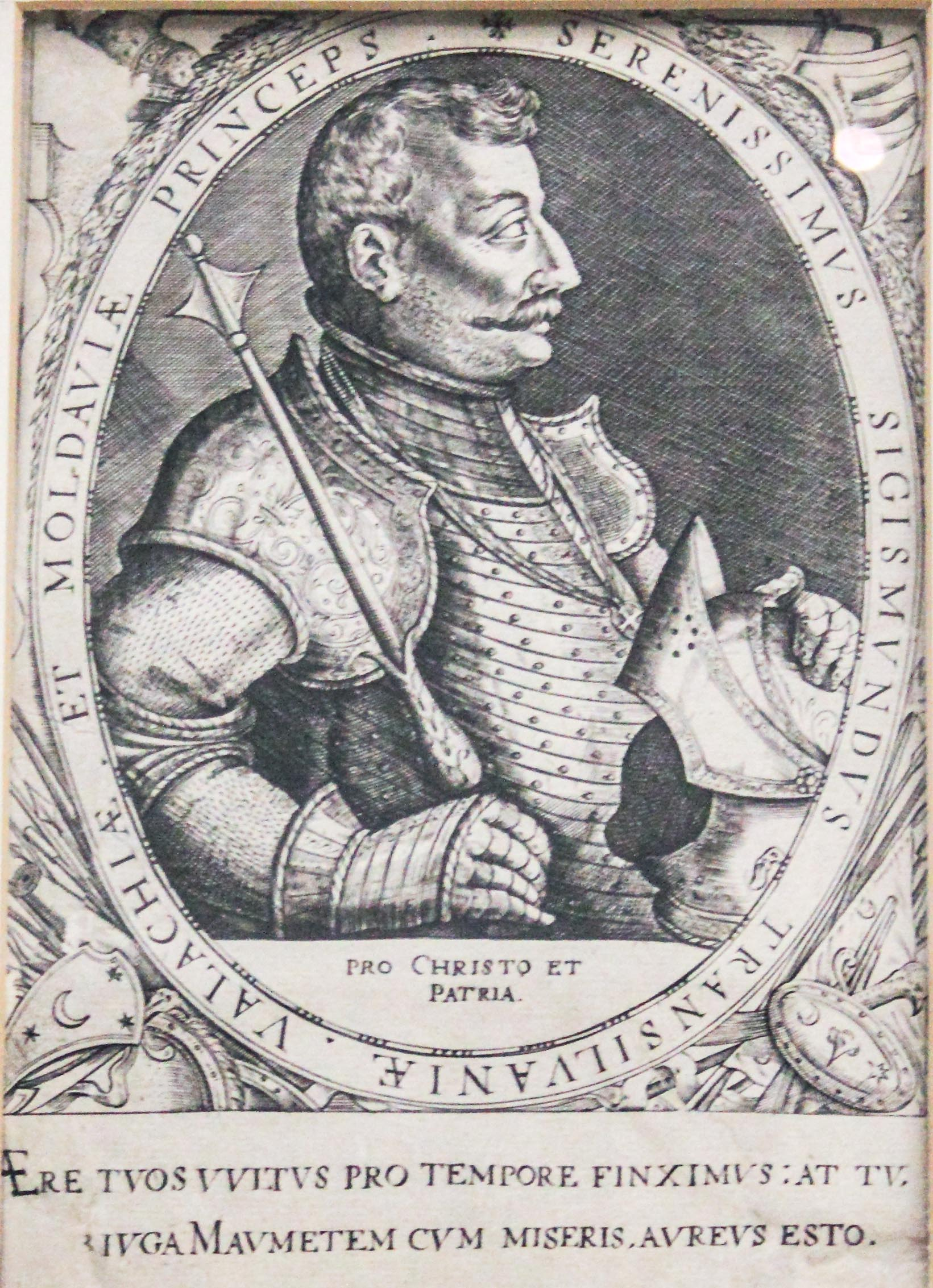
Portrait de Sigismond Báthory, prince de Transylvanie, 1596
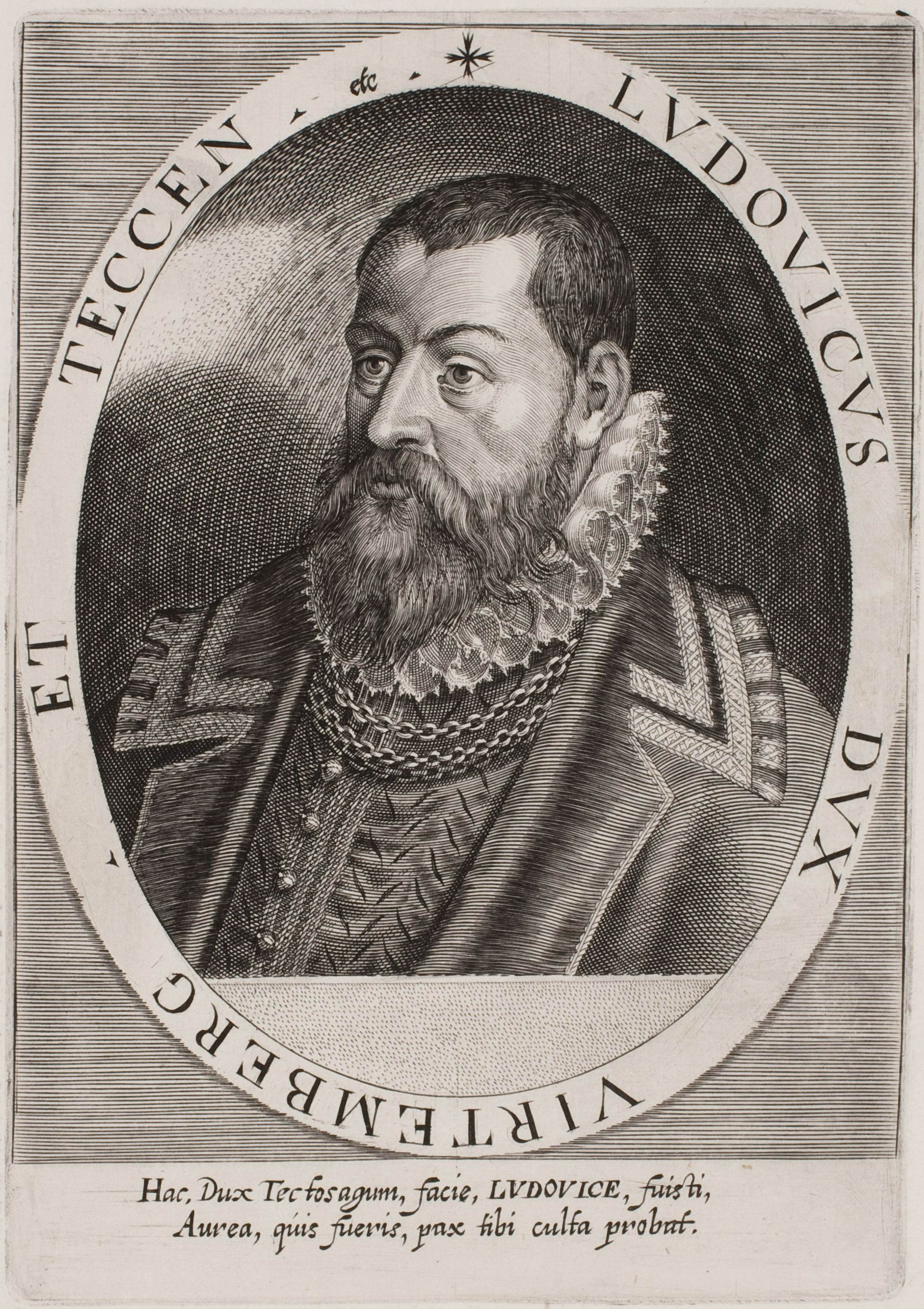
Portrait de Louis, duc de Wurtemberg, date inconnue
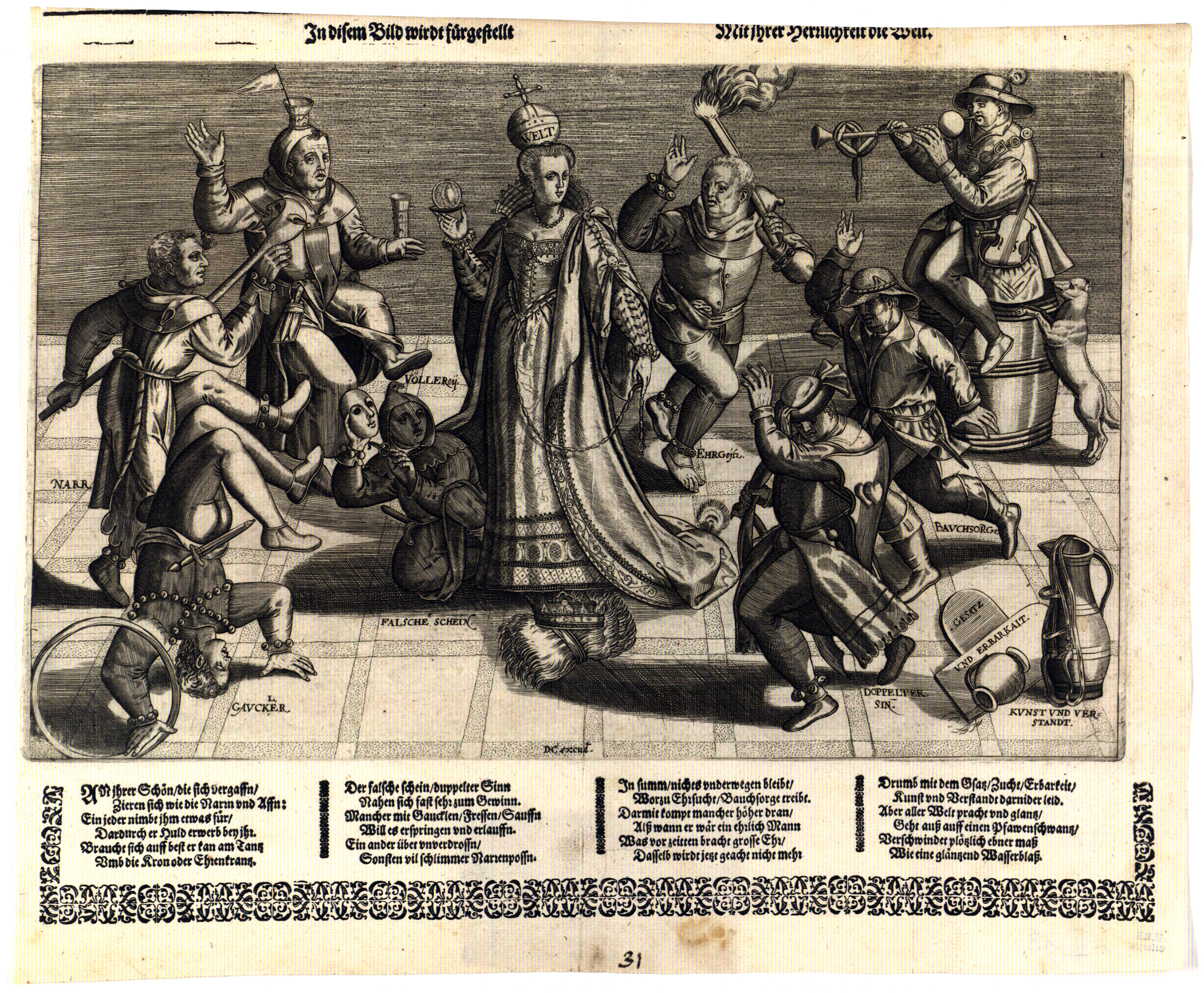
In disem Bild wirdt fürgestellt Mit ihrer Herrlichkeit die Welt, image allégorique : la folie, l'ambition et la tromperie font la ronde autour du monde (« die Welt »), vers 1610
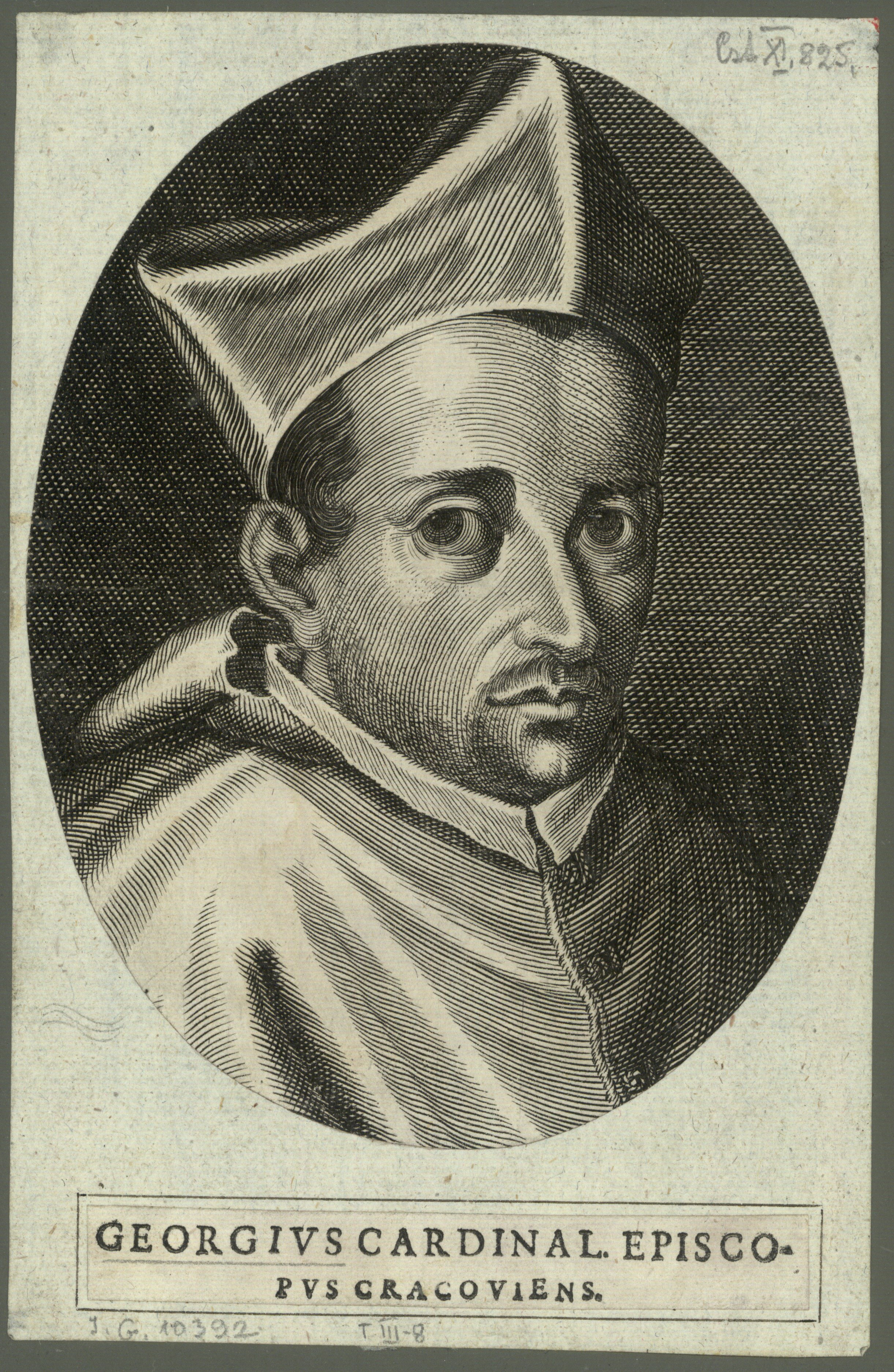
Le cardinal Jerzy Radziwiłł, après 1585
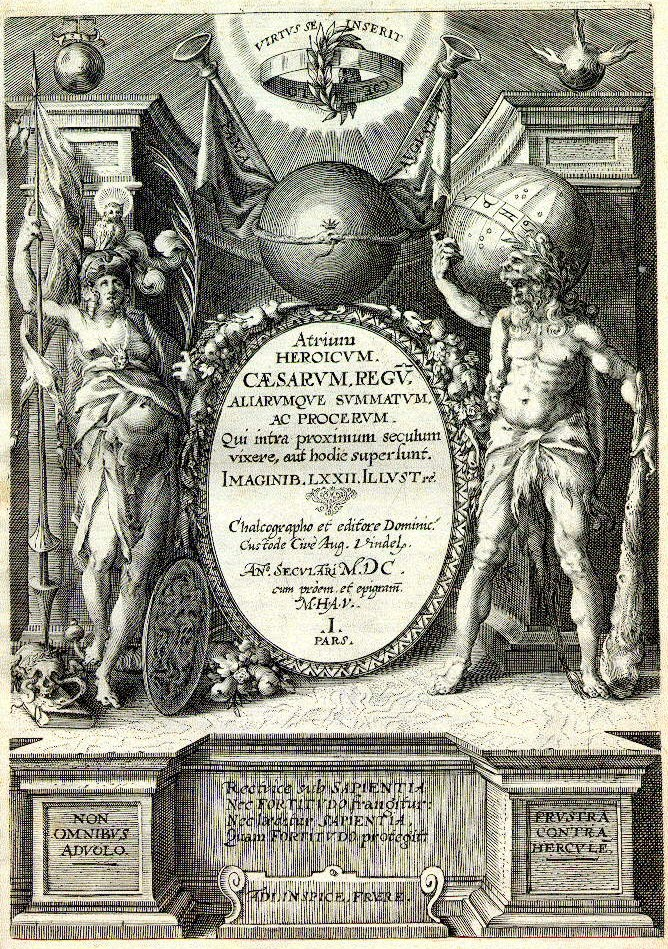
Atrium heroicum, frontispice, gravure sur cuivre, v. 1600-1602